# Lajtaszentmiklós
Lajtaszentmiklós (németül: Neudörfl an der Leitha, horvátul: Najderflj) mezőváros Ausztriában, Burgenland tartományban, a Nagymartoni járásban.

## Fekvése
Kismartontól 30 km-re délnyugatra, a Lajta jobb partján fekszik 5 km-re Bécsújhelytől. Lajtaszentmiklós Lichtenwörth, Savanyúkút, Pecsenyéd, Katzelsdorf és Bécsújhely községekkel határos. A település nyugati határa jelezte egyben 1922 előtt Ausztria és Magyarország határát.

## Nevének eredete
Nevét Szent Miklósnak szentelt templomáról kapta.

## Története
A település története a távoli múltba nyúlik vissza. A régészeti leletek tanúsága szerint már a kőkorszakban is éltek itt emberek. A római korban út vezetett itt át, melynek nyomai Savanyúkút és Lajtaszentmiklós között megtalálhatók. A római településeket a népvándorlás vihara elsodorta és a környék újbóli nagyobb arányú benépesülése csak a frank uralom alatt ment végbe.
A települést a honfoglalás után besenyő határőrzők lakták és legutóbbi időkig határtelepülés maradt. Eredeti neve „Röjtökör” volt, amely a magyar „rejtek”(hely) és az „őr” főnevek összetétele. 1223-ban II. András király a települést egy bizonyos Aragóniai Simonnak adta. 1246. június 15-én határában zajlott a Lajta menti csata, melyben Harcias Frigyes osztrák herceg is elesett. Urának ebben az időben vámszedési joga is volt, mely egészen Simon ágának kihalásáig fennállt. Ezután a Fraknói grófok birtoka lett. A 15. század második felében többször cserélt gazdát Hunyadi Mátyás és III. Frigyes német-római császár között. Ezután történetéről mintegy 300 évig, a mai település alapításáig nincs írásos emlék, csak annyi ismeretes, hogy a Warthbergen határőrhely állt. Körülötte szétszórtan egyedülálló szalmakunyhók és faházikók helyezkedtek el, melyekben határőrök laktak. A terület birtokosai előbb a Nagymartoni grófok, majd az Esterházyak voltak.

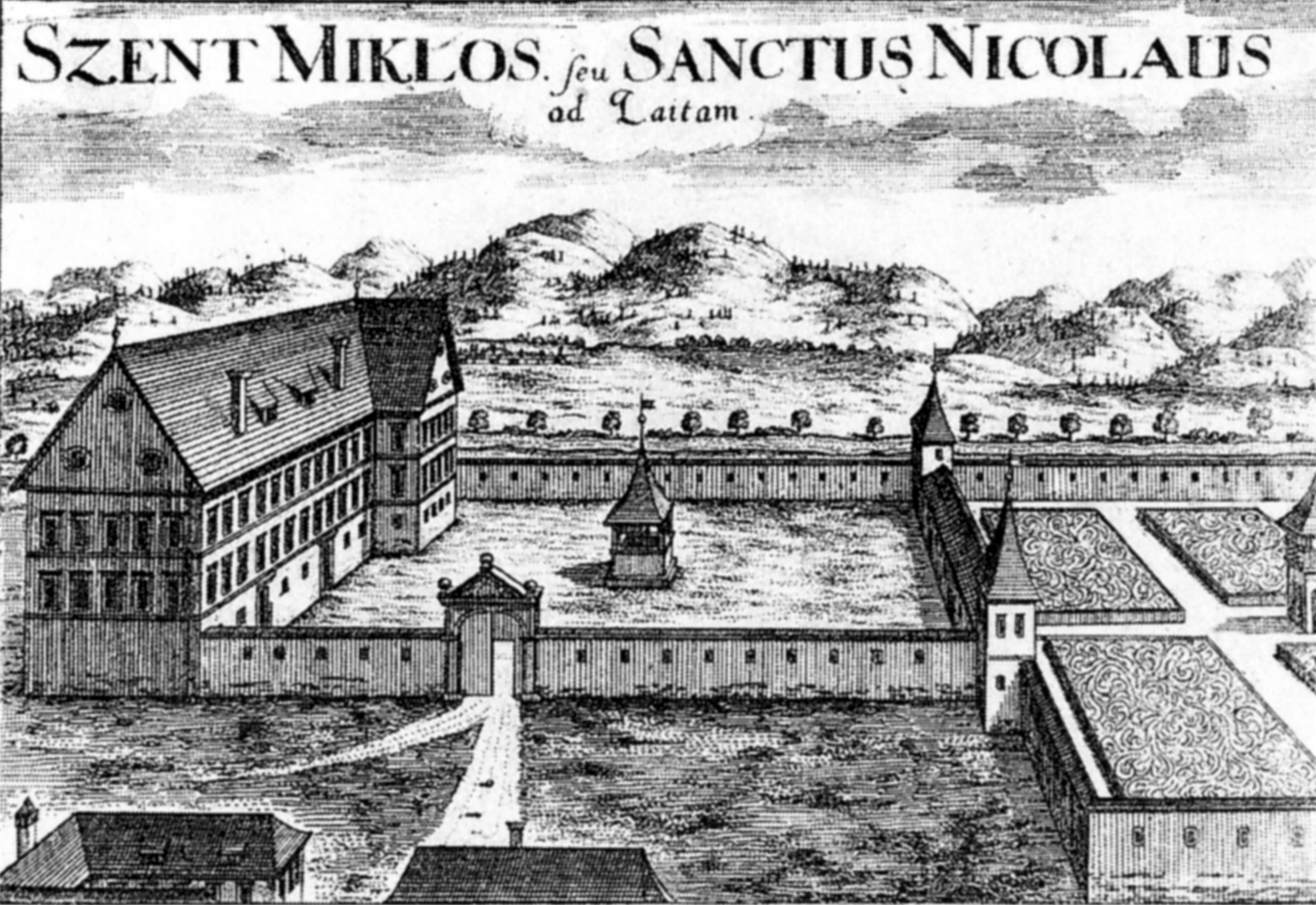
A szentmiklósi malom („Hofleithamühl”), 1650.

Ezen a Lajta menti sík területen alapította meg 1643-ban a birtokos Esterházy László gróf a mai települést. Alapításakor a grófot főként az a cél vezette, hogy ide a határhoz a Lajta átkelőhelyéhez, ahol az ő árui is átmentek az osztrák területekre piacot létesítsen. A warthbergi határőrtelep kunyhóit lebontatta, lakóinak házhelyeket adott és új házakat építtetett. Az új településen kápolnát, malmot és áruinak felvevőhelyet is építtetett. Szent Miklósnak szentelt kápolnájáról a település a „St. Nikolaus an der Leytha” (Lajtaszentmiklós) nevet kapta.
Az új település létesítése ellen a szomszédos Bécsújhely tanácsa rögtön panasszal élt és polgárai sem nézték jó szemmel a folyó túlsó partján létesített új telepet. A tiltakozások hatására az építkezések abbamaradtak. Az alapító halálával az új birtokos utódja, Esterházy Pál lett, aki a tiltakozások ellenére is folytatta az építkezést. A további viták megelőzésére erős falat építtetett, melynek egy része ma is fennáll. 1650-ben Lajtaszentmiklósnak már 50 háza volt és Esterházy Pálnak a vitákat sikerült lecsendesíteni. Az új település 1652-ben piactartási jogot kapott. Temploma 1669-ben épült, melyet 1683-ban a török lerombolt, majd  1783-ban helyreállítva bővítették. 1675-ig 30 paraszt, 81 zsellérház, malom, iskola, templom és plébánia, összesen 117 épület készült el. 1683-ban az egész falut elpusztította a Bécs ellen vonuló török sereg, de újjáépítették.
Vályi András szerint „Lajta Sz. Miklós. Neudörfel. Német falu Sopron Várm. földes Ura H. Eszterházy Uraság; lakosai katolikusok, fekszik Újvároshoz (Neustadt) fél mértföldnyire; 2 nyomásbéli határja kevés búzát, ’s egyebet is terem; szőlőhegye nintsen, vendégfogadója nagy, serháza is van, ’s fördője Lajta vizén. Innep napokon Ausztriából az Újvárosiak itten múlatgattyák magokat, a’ magyar bort, ’s dohányt méltán kedvelvén.”
Fényes Elek szerint „Lajta-Szent-Miklós, németül Neudörfl, német m. v. Sopron vmegyében, Ausztria határszélén, Német-Ujhelyhez csak 1/2 mfdnyire, 158 házzal, 1361 kath. lak., paroch. templommal. Van 460 h. szántóföldje, 100 h. legelője, 111 hold kertje, 53 kapa szőlője; erdeje nincs. Földje nagyon középszerű. Nagy vendégfogadó. Sörház. Harminczadhivatal. Savanyuviz forrás. Birja h. Eszterházy.”
1874. április 5-én az osztrák szociáldemokraták, a magyar szocdemek részvételével itt a kastélyban tartották első kongresszusukat. 1910-ben 2460, többségben német lakosa volt, jelentős magyar kisebbséggel. A trianoni békeszerződésig Sopron vármegye Nagymartoni járásához tartozott. 1921-ben Ausztria része lett.
Napjainkban Bécsújhely (Wiener Neustadt) elővárosának tekintik, mellyel gyakorlatilag egybenőtt.

## Nevezetességei

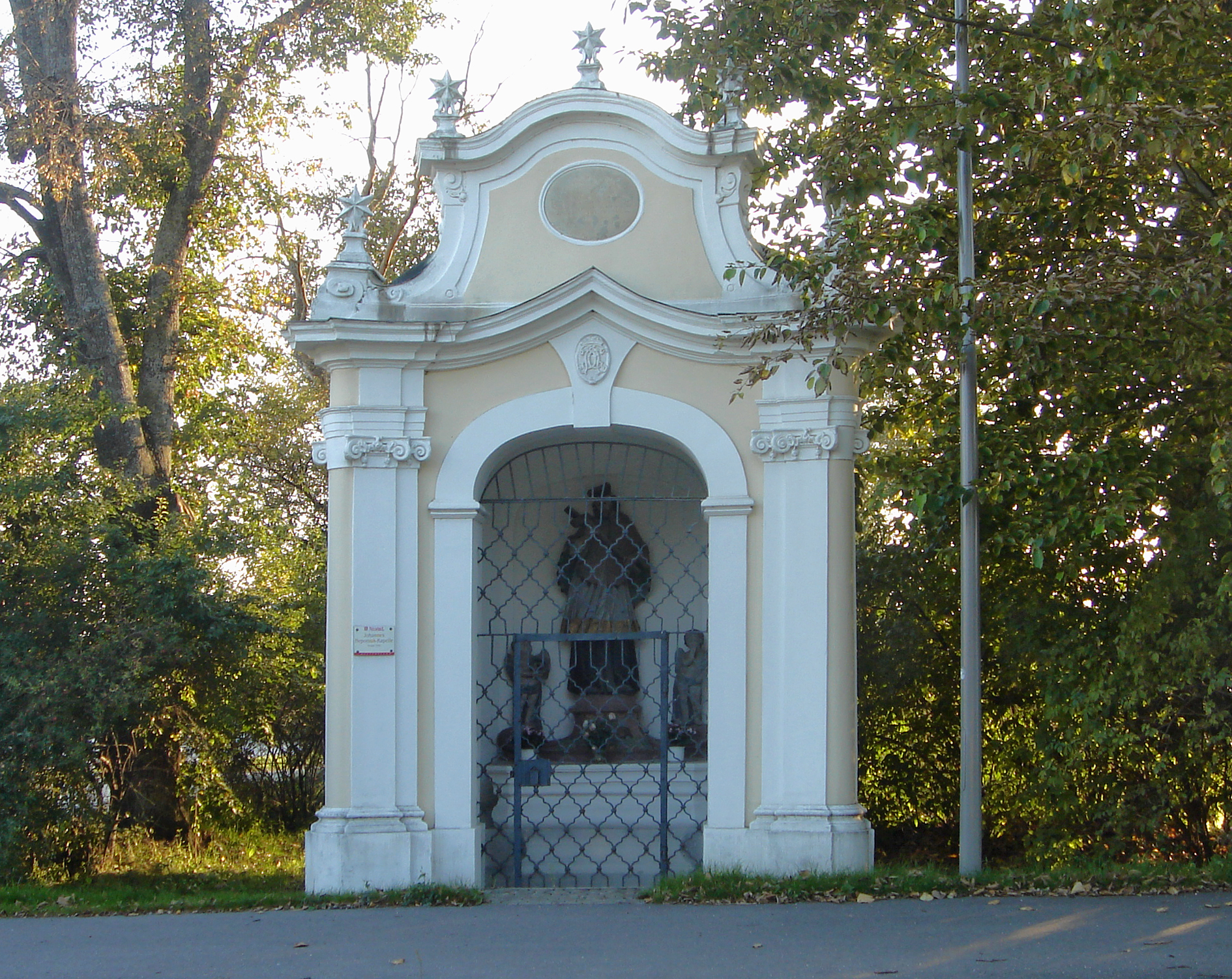
Nepomuki Szent János kápolna

- A Kisboldogasszony tiszteletére szentelt plébániatemploma 1669-ben épült eredetileg Szent Miklós püspök tiszteletére. 1683-ban elpusztította a török. 1686-ban újjáépítették és a Kisboldogasszony tiszteletére szentelték fel. 1783-ban barokk stílusban átépítették és bővítették, ekkor épült tornya is. A templomot 1953-ban felújították, a barokk berendezést eltávolították. A régi templomból csupán a Szent Miklóst ábrázoló barokk faszobor (korábban a bejárat feletti fülkében állt) és a főoltáron függő, 1683-ból származó búcsújárókép maradt meg.
- A Nepomuki Szent János kápolna 1745-ben épült.
- A település nyugati szélén álló Esterházy-kastélyt a 17. század közepén Esterházy Miklós építtette. A lakóépülethez uradalmi malom, sörház, gazdasági épület, majd a 18. században újabb gazdasági épületek, fűrészmalom és fürdőház is épült.

## Gazdaság
- irodabútor-gyártás
- főiskola
- borászat

## Híres lakosai
- Rudolf Steiner gyermekkora egy részét itt töltötte
- Az első világháború előtt néhány évig itt élt Josip Broz Tito

## Külső hivatkozások
- A főiskola honlapja (németül)
- Lajtaszentmiklós mint búcsújáróhely (magyarul)
- Magyar katolikus lexikon (magyarul)
- Lajtaszentmiklós az Osztrák Statisztikai Hivatal honlapján (németül)
- Az Esterházy-kastély (németül)
- Rövid ismertető angol nyelven Archiválva 2009. október 5-i dátummal a Wayback Machine-ben
- Az SC Neudörfl honlapja (németül)